# Vulturno

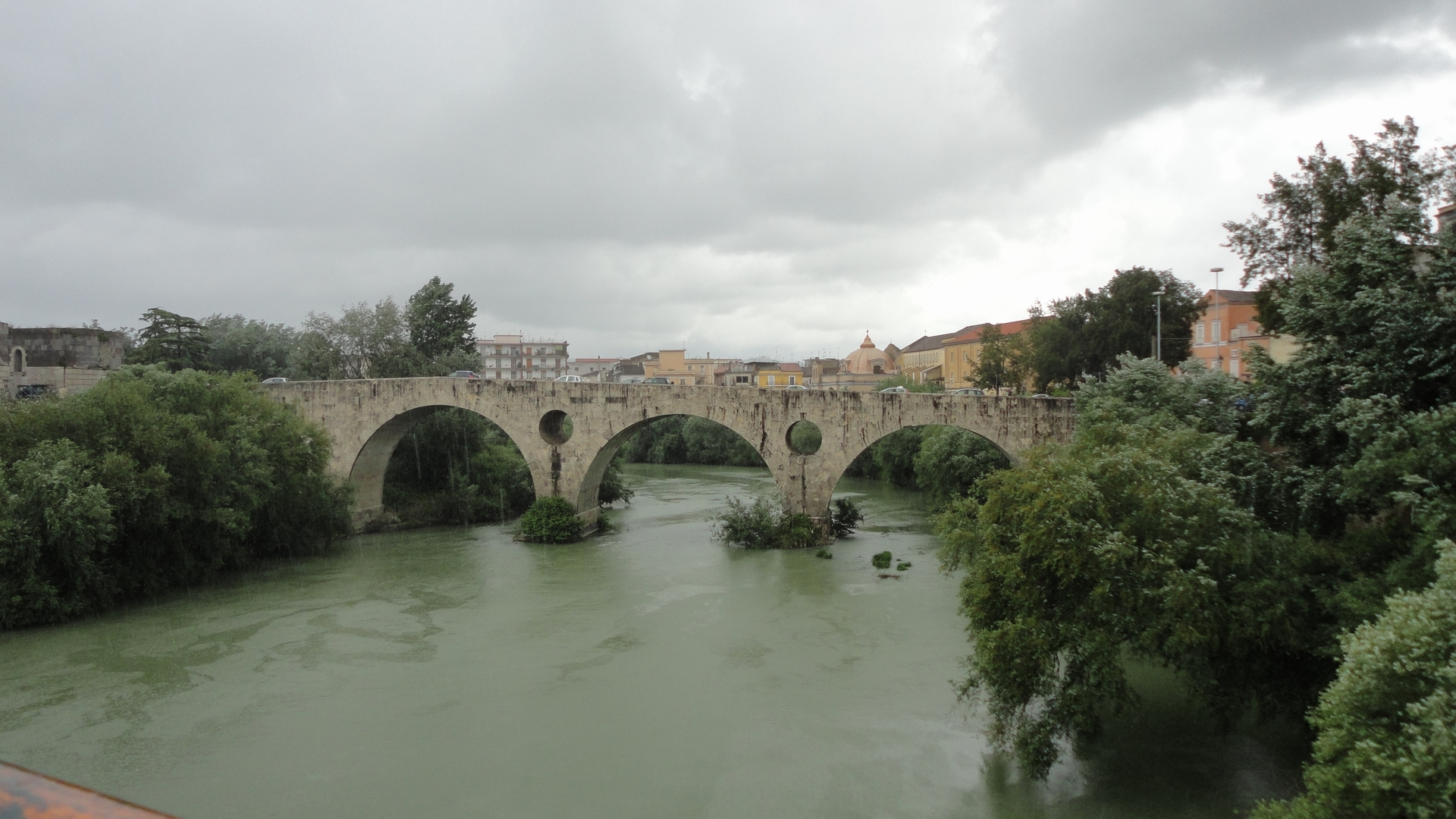
Puente peatonal romano que cruza el río Volturno en Capua, Italia.

Volturno (en latín, Volturnus o Vulturnus) es el nombre de dos divinidades, una romana y otra de Campania, que aunque son distintas aparecen con caracteres mezclados tanto en la poesía clásica (no en la obra científica latina) como en los viejos estudios de filología clásica. Volturno es el sobrenombre del dios Tíber. Deriva del latín "volvere" y significa "el que gira". Volturno presidía el curso del Tíber y de los ríos en general.

## Volturno romano
Por un lado, como dios romano, homónimo del río de Campania, es el patrón del viento cálido del sureste (el moderno Siroco).
 Para Aulo Gelio se trata del viento Vulturno, a quien los griegos denominan como Euronoto.
Volturno fue el padre de Yuturna.